# Phalotris spegazzinii
Phalotris spegazzinii — вид отруйних змій родини полозових (Colubridae). Мешкає в Південній Америці.

## Поширення і екологія
Phalotris spegazzinii мешкають на півдні Бразилії, в Уругваї та на півночі Аргентини. Вони живуть в лісах та на вологих луках.